# オナガミツスイ属
オナガミツスイ属（オナガミツスイぞく、学名 Promerops）は、鳥類スズメ亜目スズメ上科オナガミツスイ科の属である。
アフリカ南部に生息する。主にプロテアの花蜜を食べるが、花に集まる昆虫を食べることもある。

## 分類
かつてはミツスイ科に含められていた。ただし、ミツスイ科はオーストララシア産であり生息地は異なっていた。
Sibley分類ではタイヨウチョウ科に分類された。1属でオナガミツスイ亜科 Promeropinae とし、タイヨウチョウ亜科（現在のタイヨウチョウ科+ハチドリ科に相当）と姉妹群だと考えられた。
しかしその後の分子系統によりそれらの科とは近縁でないことが判明し、単独でオナガミツスイ科を構成するようになった。ただしその後、いくつかの属がオナガミツスイ科に属すようになったため、現在は単独の属ではない。

## 種
2種が属する。
- Promerops cafer, Cape Sugarbird, オナガミツスイ
- Promerops gurneyi, Gurney’s Sugarbird, ヒガシオナガミツスイ